# Steatoda iheringi
Steatoda iheringi là một loài nhện trong họ Theridiidae.
Loài này thuộc chi Steatoda. Steatoda iheringi được Eugen von Keyserling miêu tả năm 1886.